# Torneo de Primeros Equipos (Perú)
El Torneo de Primeros Equipos fue un campeonato de fútbol que se jugó en el Perú en los años 1931, 1932, 1933 y 1934. El torneo formaba parte del Campeonato de Selección y Competencias de Primera División del Perú organizado por la Liga Provincial de Fútbol de Lima y la Federación Peruana de Fútbol. La suma de puntos de este torneo secundario más el del Torneo de Reservas daban el título campeón del fútbol de Lima Metropolitana. Estos torneos dejaron de disputarse debido a que entraron en polémicas debido a la suma de puntos. El torneo de primeros equipos otorgaba: 3 puntos al ganador de un partido, 2 al empate, 1 a la derrota y 0 al equipo que no se presentaba (walk over). El torneo de reservas aportaba una bonificación de 0.25 puntos por cada punto obtenido.

## Campeones de Primeros Equipos
En 1931, 1932 y 1933 el campeón fue Alianza Lima, mientras que en 1934 el campeón fue Universitario de Deportes.
1931 Alianza Lima
1932 Alianza Lima
1933 Alianza Lima
1934 Universitario de Deportes

### Tabla de posiciones de Primeros Equipos 1931
| Pos. | Club                          | PJ | PG | PE | PP | GF | GC | DG  | PTS |
| ---- | ----------------------------- | -- | -- | -- | -- | -- | -- | --- | --- |
| 1    | Alianza Lima                  | 11 | 11 | 0  | 0  | 53 | 4  | +49 | 33  |
| 2    | Sporting Tabaco               | 11 | 8  | 1  | 2  | 35 | 19 | +16 | 28  |
| 3    | Atlético Chalaco              | 11 | 6  | 2  | 3  | 27 | 25 | +2  | 25  |
| 4    | Alianza Frigorífico           | 11 | 7  | 0  | 4  | 15 | 18 | −3  | 25  |
| 5    | Federación Universitaria      | 11 | 5  | 1  | 5  | 23 | 15 | +8  | 21  |
| 6    | Sportivo Tarapacá Ferrocarril | 11 | 4  | 2  | 5  | 20 | 25 | –5  | 21  |
| 7    | Hidroaviación                 | 11 | 4  | 1  | 6  | 21 | 22 | –1  | 20  |
| 8    | Sportivo Unión                | 11 | 4  | 1  | 6  | 18 | 20 | –2  | 20  |
| 9    | Unión Buenos Aires            | 11 | 4  | 1  | 6  | 19 | 25 | –6  | 20  |
| 10   | Circolo Sportivo Italiano     | 11 | 4  | 0  | 7  | 12 | 29 | –17 | 19  |
| 11   | Lawn Tennis de la Exposición  | 11 | 2  | 0  | 9  | 9  | 24 | –15 | 15  |
| 12   | Ciclista Lima                 | 11 | 2  | 1  | 8  | 14 | 40 | –26 | 15  |

Nota: La Federación Universitaria y el Ciclista Lima fueron deducidos 1 punto por walkover.
|  | Campeón |

### Tabla de posiciones de Primeros Equipos 1932
| Pos. | Club                      | PJ | PG | PE | PP | GF | GC | DG  | PTS |
| ---- | ------------------------- | -- | -- | -- | -- | -- | -- | --- | --- |
| 1    | Alianza Lima              | 7  | 7  | 0  | 0  | 26 | 2  | +24 | 21  |
| 2    | Federación Universitaria  | 7  | 5  | 0  | 2  | 21 | 4  | +17 | 17  |
| 3    | Sporting Tabaco           | 7  | 4  | 1  | 2  | 20 | 9  | +11 | 16  |
| 4    | Ciclista Lima             | 7  | 2  | 2  | 3  | 18 | 17 | +1  | 13  |
| 5    | Sport Progreso            | 7  | 2  | 2  | 3  | 9  | 17 | –8  | 13  |
| 6    | Sportivo Unión            | 7  | 2  | 2  | 3  | 11 | 20 | –9  | 13  |
| 7    | Sportivo Tarapacá         | 7  | 0  | 3  | 4  | 9  | 17 | –8  | 10  |
| 8    | Circolo Sportivo Italiano | 7  | 1  | 0  | 6  | 2  | 30 | –28 | 9   |

|  | Campeón |

### Tabla de posiciones de Primeros Equipos 1933
| Pos. | Equipo                        | PJ | PG | PE | PP | GF | GC | DG  | PTS |
| ---- | ----------------------------- | -- | -- | -- | -- | -- | -- | --- | --- |
| 1    | Alianza Lima                  | 9  | 8  | 1  | 0  | 36 | 12 | +24 | 26  |
| 2    | Universitario de Deportes     | 9  | 7  | 2  | 0  | 28 | 8  | +20 | 25  |
| 3    | Sucre                         | 9  | 4  | 2  | 3  | 21 | 15 | +6  | 19  |
| 4    | Sport Boys                    | 9  | 4  | 2  | 3  | 18 | 21 | –3  | 19  |
| 5    | Ciclista Lima                 | 9  | 4  | 0  | 5  | 20 | 24 | –4  | 17  |
| 6    | Sportivo Tarapacá Ferrocarril | 9  | 3  | 1  | 5  | 17 | 18 | –1  | 16  |
| 7    | Sporting Tabaco               | 9  | 2  | 3  | 4  | 18 | 20 | –2  | 16  |
| 8    | Circolo Sportivo Italiano     | 9  | 3  | 1  | 5  | 11 | 14 | –3  | 16  |
| 9    | Sport Progreso                | 9  | 3  | 1  | 5  | 13 | 21 | –8  | 15  |
| 10   | Sportivo Unión                | 9  | 0  | 1  | 8  | 11 | 40 | –29 | 10  |

|  | Campeón |

### Tabla de posiciones de Primeros Equipos 1934
| P | Equipo                        | PJ | PG | PE | PP | GF | GC | DG  | PTS |
| - | ----------------------------- | -- | -- | -- | -- | -- | -- | --- | --- |
| 1 | Alianza Lima                  | 8  | 6  | 1  | 1  | 14 | 6  | +8  | 21  |
| 2 | Universitario de Deportes     | 8  | 6  | 1  | 1  | 14 | 8  | +6  | 21  |
| 3 | Sport Boys                    | 8  | 4  | 3  | 1  | 17 | 8  | +9  | 19  |
| 4 | Sucre FBC                     | 8  | 5  | 1  | 2  | 16 | 10 | +6  | 19  |
| 5 | Sportivo Tarapacá Ferrocarril | 8  | 3  | 3  | 2  | 11 | 7  | +4  | 17  |
| 6 | Sporting Tabaco               | 8  | 3  | 2  | 3  | 13 | 14 | –1  | 16  |
| 7 | Ciclista Lima                 | 8  | 1  | 1  | 6  | 6  | 20 | –14 | 11  |
| 8 | Unión Carbone                 | 8  | 1  | 1  | 6  | 5  | 21 | –16 | 11  |
| 9 | Circolo Sportivo Italiano     | 8  | 0  | 1  | 7  | 5  | 7  | –2  | 4   |

Nota: Alianza Lima y Universitario empataron en puntos y definieron en un partido con victoria de la U por 2 a 1. 
|  | Campeón |

## Campeones de Reservas
En 1931 y 1932 el campeón fue la Federación Universitaria, en 1933 el campeón fue Sportivo Tarapacá Ferrocarril y en 1934 el campeón fue Alianza Lima.
1931 Federación Universitaria
1932 Federación Universitaria
1933 Sportivo Tarapacá Ferrocarril
1934 Alianza Lima

### Tabla de posiciones de Reserva 1931
| Pos. | Club                         | PJ | PG | PE | PP | PTS |
| ---- | ---------------------------- | -- | -- | -- | -- | --- |
| 1    | Federación Universitaria     | 11 | 8  | 3  | 0  | 30  |
| 2    | Alianza Frigorífico          | 11 | 7  | 2  | 2  | 27  |
| 3    | Sporting Tabaco              | 11 | 6  | 2  | 3  | 24  |
| 4    | Alianza Lima                 | 11 | 6  | 2  | 3  | 23  |
| 5    | Lawn Tennis de la Exposición | 11 | 5  | 2  | 4  | 22  |
| 6    | Sportivo Tarapacá            | 11 | 4  | 3  | 4  | 22  |
| 7    | Unión Buenos Aires           | 11 | 5  | 0  | 6  | 20  |
| 8    | Circolo Sportivo Italiano    | 11 | 4  | 2  | 5  | 20  |
| 9    | Sportivo Unión               | 11 | 4  | 1  | 6  | 19  |
| 10   | Hidroaviación                | 11 | 2  | 1  | 8  | 16  |
| 11   | Ciclista Lima                | 11 | 2  | 1  | 8  | 15  |
| 12   | Atlético Chalaco             | 11 | 0  | 1  | 10 | 12  |

Notas: Alianza Lima fueron deducidos 2 puntos por walkover. Sportivo Unión, Circolo Sportivo Italiano, Lawn Tennis de la Exposición, Sporting Tabaco, Unión Buenos Aires y el Ciclista Lima fueron deducidos 1 punto por walkover.
|  | Campeón |

### Tabla de posiciones de Reserva 1932
| Pos. | Club                      | PJ | PG | PE | PP | PTS |
| ---- | ------------------------- | -- | -- | -- | -- | --- |
| 1    | Federación Universitaria  | 7  | 6  | 1  | 0  | 20  |
| 2    | Alianza Lima              | 7  | 5  | 1  | 1  | 18  |
| 3    | Sporting Tabaco           | 7  | 3  | 2  | 2  | 15  |
| 4    | Ciclista Lima             | 7  | 2  | 3  | 2  | 14  |
| 5    | Circolo Sportivo Italiano | 7  | 3  | 0  | 4  | 13  |
| 6    | Sportivo Tarapacá         | 7  | 1  | 3  | 3  | 12  |
| 7    | Sportivo Unión            | 7  | 0  | 4  | 3  | 11  |
| 8    | Sport Progreso            | 7  | 0  | 2  | 5  | 9   |

|  | Campeón |

### Tabla de posiciones de Reserva 1933
| Pos. | Equipo                        | PJ | PG | PE | PP | PTS |
| ---- | ----------------------------- | -- | -- | -- | -- | --- |
| 1    | Sportivo Tarapacá Ferrocarril | 9  | 6  | 2  | 1  | 23  |
| 2    | Universitario de Deportes     | 9  | 6  | 1  | 2  | 22  |
| 3    | Ciclista Lima                 | 9  | 6  | 1  | 2  | 22  |
| 4    | Alianza Lima                  | 9  | 5  | 1  | 3  | 20  |
| 5    | Sporting Tabaco               | 9  | 3  | 3  | 3  | 18  |
| 6    | Circolo Sportivo Italiano     | 9  | 3  | 2  | 4  | 17  |
| 7    | Sportivo Unión                | 9  | 4  | 1  | 4  | 16  |
| 8    | Sport Progreso                | 9  | 2  | 1  | 6  | 14  |
| 9    | Sucre                         | 9  | 2  | 1  | 6  | 13  |
| 10   | Sport Boys                    | 9  | 1  | 1  | 7  | 12  |

|  | Campeón |

### Tabla de posiciones de Reserva 1934
| Pos. | Equipo                        | PJ | PG | PE | PP | PTS |
| ---- | ----------------------------- | -- | -- | -- | -- | --- |
| 1    | Alianza Lima                  | 8  | 7  | 1  | 0  | 23  |
| 2    | Universitario de Deportes     | 8  | 7  | 0  | 1  | 22  |
| 3    | Sportivo Tarapacá Ferrocarril | 8  | 4  | 1  | 3  | 17  |
| 4    | Sporting Tabaco               | 8  | 3  | 3  | 2  | 17  |
| 5    | Sucre                         | 8  | 3  | 1  | 4  | 15  |
| 6    | Unión Carbone                 | 8  | 2  | 1  | 5  | 13  |
| 7    | Sport Boys                    | 8  | 1  | 2  | 5  | 12  |
| 8    | Ciclista Lima                 | 8  | 2  | 2  | 4  | 12  |
| 9    | Circolo Sportivo Italiano     | 8  | 1  | 1  | 6  | 6   |

Notas: Ciclista Lima perdió dos puntos por walkovers. Circolo Sportivo Italiano perdió 5 puntos por walkovers.
|  | Campeón |

## Campeones Absolutos
La suma de puntos de los Campeonatos de Primeros Equipos y de los Campeonatos de Reservas otorgaban la tabla de posiciones absoluta y proclamaban al Campeón de Primera División.
1931 Alianza Lima
1932 Alianza Lima
1933 Alianza Lima
1934 Universitario de Deportes (*)

### Tabla de posiciones Absoluta 1931
| Pos. | Club                          | PJ | PG | PE | PP | GF | GC | DG  | RESV | PTS   |
| ---- | ----------------------------- | -- | -- | -- | -- | -- | -- | --- | ---- | ----- |
| 1    | Alianza Lima                  | 11 | 11 | 0  | 0  | 53 | 4  | +49 | 5.75 | 38.75 |
| 2    | Sporting Tabaco               | 11 | 8  | 1  | 2  | 35 | 19 | +16 | 6    | 34    |
| 3    | Alianza Frigorífico           | 11 | 7  | 0  | 4  | 15 | 18 | −3  | 6.75 | 31.75 |
| 4    | Federación Universitaria      | 11 | 5  | 1  | 5  | 23 | 15 | +8  | 7.50 | 28.5  |
| 5    | Atlético Chalaco              | 11 | 6  | 2  | 3  | 27 | 25 | +2  | 3    | 28    |
| 6    | Sportivo Tarapacá Ferrocarril | 11 | 4  | 2  | 5  | 20 | 25 | –5  | 5.50 | 26.5  |
| 7    | Unión Buenos Aires            | 11 | 4  | 1  | 6  | 19 | 25 | –6  | 5    | 25    |
| 8    | Sportivo Unión                | 11 | 4  | 1  | 6  | 18 | 20 | –2  | 4.75 | 24.75 |
| 9    | Hidroaviación                 | 11 | 4  | 1  | 6  | 21 | 22 | –1  | 4    | 24    |
| 10   | Circolo Sportivo Italiano     | 11 | 4  | 0  | 7  | 12 | 29 | –17 | 5    | 24    |
| 11   | Lawn Tennis de la Exposición  | 11 | 2  | 0  | 9  | 9  | 24 | –15 | 5.50 | 20.5  |
| 12   | Ciclista Lima                 | 11 | 2  | 1  | 8  | 14 | 40 | –26 | 3.75 | 18.75 |

|  | Campeón               |
|  | Liguilla de Promoción |

### Tabla de posiciones Absoluta 1932
| Pos. | Club                      | PJ | PG | PE | PP | GF | GC | DG  | RESV | PTS   |
| ---- | ------------------------- | -- | -- | -- | -- | -- | -- | --- | ---- | ----- |
| 1    | Alianza Lima              | 7  | 7  | 0  | 0  | 26 | 2  | +24 | 4.50 | 25.50 |
| 2    | Federación Universitaria  | 7  | 5  | 0  | 2  | 21 | 4  | +17 | 5    | 22    |
| 3    | Sporting Tabaco           | 7  | 4  | 1  | 2  | 20 | 9  | +11 | 3.75 | 19.75 |
| 4    | Ciclista Lima             | 7  | 2  | 2  | 3  | 18 | 17 | +1  | 3.50 | 16.5  |
| 5    | Sportivo Unión            | 7  | 2  | 2  | 3  | 11 | 20 | –9  | 2.75 | 15.75 |
| 6    | Sport Progreso            | 7  | 2  | 2  | 3  | 9  | 17 | –8  | 2.25 | 15.25 |
| 7    | Sportivo Tarapacá         | 7  | 0  | 3  | 4  | 9  | 17 | –8  | 3    | 13    |
| 8    | Circolo Sportivo Italiano | 7  | 1  | 0  | 6  | 2  | 30 | –28 | 3.25 | 12.25 |

|  | Campeón |

### Tabla de posiciones Absoluta 1933
| Pos. | Equipo                        | PJ | PG | PE | PP | GF | GC | DG  | RESV | PTS   |
| ---- | ----------------------------- | -- | -- | -- | -- | -- | -- | --- | ---- | ----- |
| 1    | Alianza Lima                  | 9  | 8  | 1  | 0  | 36 | 12 | +24 | 5    | 31    |
| 2    | Universitario de Deportes     | 9  | 7  | 2  | 0  | 28 | 8  | +20 | 5.50 | 30.5  |
| 3    | Ciclista Lima                 | 9  | 4  | 0  | 5  | 20 | 24 | –4  | 5.50 | 22.5  |
| 4    | Sucre                         | 9  | 4  | 2  | 3  | 21 | 15 | +6  | 3.25 | 22.25 |
| 5    | Sport Boys                    | 9  | 4  | 2  | 3  | 18 | 21 | –3  | 3    | 22    |
| 6    | Sportivo Tarapacá Ferrocarril | 9  | 3  | 1  | 5  | 17 | 18 | –1  | 5.75 | 21.75 |
| 7    | Sporting Tabaco               | 9  | 2  | 3  | 4  | 18 | 20 | –2  | 4.50 | 20.5  |
| 8    | Circolo Sportivo Italiano     | 9  | 3  | 1  | 5  | 11 | 14 | –3  | 3.50 | 19.5  |
| 9    | Sport Progreso                | 9  | 3  | 1  | 5  | 13 | 21 | –8  | 3.50 | 18.5  |
| 10   | Sportivo Unión                | 9  | 0  | 1  | 8  | 11 | 40 | –29 | 4    | 14    |

|  | Campeón  |
|  | Descenso |

### Tabla de posiciones Absoluta 1934
| P | Equipo                        | PJ | PG | PE | PP | GF | GC | DG  | RESV | PTS   |
| - | ----------------------------- | -- | -- | -- | -- | -- | -- | --- | ---- | ----- |
| 1 | Alianza Lima                  | 8  | 6  | 1  | 1  | 14 | 6  | +8  | 5.75 | 26.75 |
| 2 | Universitario de Deportes     | 8  | 6  | 1  | 1  | 14 | 8  | +6  | 5.50 | 26.50 |
| 3 | Sucre FBC                     | 8  | 5  | 1  | 2  | 16 | 10 | +6  | 3.75 | 22.75 |
| 4 | Sport Boys                    | 8  | 4  | 3  | 1  | 17 | 8  | +9  | 3    | 22    |
| 5 | Sportivo Tarapacá Ferrocarril | 8  | 3  | 3  | 2  | 11 | 7  | +4  | 4.75 | 21.75 |
| 6 | Sporting Tabaco               | 8  | 3  | 2  | 3  | 13 | 14 | –1  | 4.25 | 20.25 |
| 7 | Unión Carbone                 | 8  | 1  | 1  | 6  | 5  | 21 | –16 | 3.25 | 14.25 |
| 8 | Ciclista Lima                 | 8  | 1  | 1  | 6  | 6  | 20 | –14 | 3    | 14    |
| 9 | Circolo Sportivo Italiano     | 8  | 0  | 1  | 7  | 5  | 7  | –2  | 1.50 | 5.50  |

Notas: (*) La FPF y la ADFP consideran como campeón a Universitario, a pesar de la polémica sobre este campeonato. Círcolo Sportivo Italiano se retiró del torneo después de tres partidos. Por lo tanto, sus cinco partidos restantes se adjudicaron a sus oponentes por walkover. 
|  | Campeón  |
|  | Descenso |